# Sítio fossilífero de Chengjiang
O sitio fossilífero de Chengjiang (em chinêsː 澄江化石遗址) é um sítio paleontológico de um conjunto de fósseis de espécies marinhas do período Cambriano Inferior, os mais antigos e bem preservados cordados fósseis já encontrados. O sítio abrange uma área de 512 hectares, com uma zona tampão de 220 hectares, na região de montanhas da província de Yunnan, na China. Foi declarado como Patrimônio Mundial pela Organização das Nações Unidas para a Educação, a Ciência e a Cultura (UNESCO), no ano de 2012.

## História
No período Cambriano, a região de Chengjiang era um golfo raso localizado na latitude tropical de 11° S, onde havia uma boa incidência de luz solar, material orgânico e oxigênio suficiente para a proliferação de vida marinha. No final do período Paleozoico, o antigo Oceano de Tétis se encerrou devido as atividades orogênicas ocorridas na época, e com isso finalizou o período marinho da região de Chengjiang. Até o final do período Permiano, a região passou por vários episódios deposicionais, com acúmulo de cerca de 1.500 metros de rochas sedimentares. No período Quaternário, a falha crostal norte-sul de Xiaojiang tornou-se ativa, ocorrendo subsequentes elevações na região. Com os diversos períodos de elevações e erosões, as rochas paleozoicas ficaram expostas.
Há mais de 3.000 anos, a região é ocupada pelo ser humano, que desmatou gradativamente as florestas primárias, expondo as camadas do Cambriano inferior.
Entre os anos de 1907 e 1912, os franceses Lantenois, Deprat e Mansuy pesquisaram a região de Chengjiang e proximidades, estudando sobre a geologia e paleontologia da região e descobriram novos fósseis de trilobitas e artrópodes.
Em 1981, D. Shu e sua equipe da Northwest University (NWU) encontraram um grande número de fósseis de conchas, incluindo trilobitas, bradoriids e os apêndices de um artrópode bivalve.
No dia 1 de julho de 1984, o paleontólogo Hou Xianguang, do Instituto de Geologia e Paleontologia de Nanjing, descobre fósseis multicelulares, bem preservados, de cordados de corpo mole na região da colina de Maotianshan. Com essa descoberta, a região passou a despertar interesse científico mundial, onde diversas instituições acadêmicas passaram a fazer pesquisas no local.
Em 1997, a propriedade foi declarada como a Reserva Natural Provincial da Fauna de Chengjiang, e no ano de 2001, passou a ser o Geoparque Nacional Fóssil Yunnan Chengjiang.

## Descrição
O sítio está localizado a 156 metros acima do nível do mar, dentro de uma área protegida de um Geoparque Nacional Chinês, ao redor da colina de Maotianshan. Possui uma área de 512 hectares, com uma zona tampão de 220 hectares, majoritariamente coberta por floresta secundária e arbusto. A propriedade pertence ao Estado e é gerenciado pelo Comitê de Gerenciamento do Geoparque Nacional Fóssil de Chengjiang.
O sítio fóssil apresenta um ecossistema completo com uma biota prolífica e muito bem preservada. Foram encontrados fósseis moles e duros de espécies marinhas, datados de mais de 530 milhões de anos. Registraram pelo menos 16 filos e mais de 196 espécies, como algas, esponjas, ctenóforos, priapulídeos e vertebrados. Foi encontrado o mais antigo cordado conhecido, o Yunnanozoon; e os primeiros vertebrados que surgiram no mundo, o Myllokunmingia e o Haikouichthys.
Os fósseis estão incrustados em camadas de lama amarelada e xistos cinza-esverdeados da parte superior do membro Yu'anshan da Formação Heilinpu, os Folhelhos de Maotianshan. Este membro tem 200 metros de espessura de xisto e lama misturados com dolomita siltosa e siltito calcário e camadas sucessivas de arenito de quartzo fino de 1 a 3 centímetros de espessura, em planos de cama transparentes, sendo a parte inferior de cada camada siltosa e a parte superior lamacenta.

## Turismo
O sítio fóssil está aberto para visitação. Há uma passarela sobre as primeiras escavações feitas no sítio, por onde o visitante visualiza os fósseis; e há dois locais que expõe alguns fósseis encontrados no sítioː um museu no local e um museu na cidade de Chengjiang. Anualmente, cerca de 80.000 pessoas visitam o local.